# Ecdysozoa
Ecdysozoa, natkoljeno protostomia u carstvu životinja koja obuhvaća člankonošce (uključujući kukce, kliještare, rakove, i stonoge), Nematoda ili obliće i manja koljena beskralježnjaka ili Invertebrata:Onychophora, Tardigrada, Kinorhyncha (isključivo u morskoj vodi), Priapulida koji žive na muljevitom morskom dnu, i Loricifera. Ovo posljednje koljeno otkrio je 1983. Reinhardt Kristensen, i također žive u morima.
Karakteristika je protostomija u koje pripada i nadkoljeno Ecdysozoa da imaju probavni sustav. I protostomije i deuterostomije pripadaju u bilateralne životinje poznate kao Nephrozoa, unutar koje daljnja podjela ovisi o tome što će se u kasnijem razvoju razviti od blastopora.
Onychophora i Tardigrada kolektivno se nazivaju i Lobopodia a u ranom kambriju predstavljale su je izumrle vrste morskih životinja † Dinocarida i † Xenusia.

## Vanjske poveznice
- The evolution of the Ecdysozoa